# Märkischer Kreis

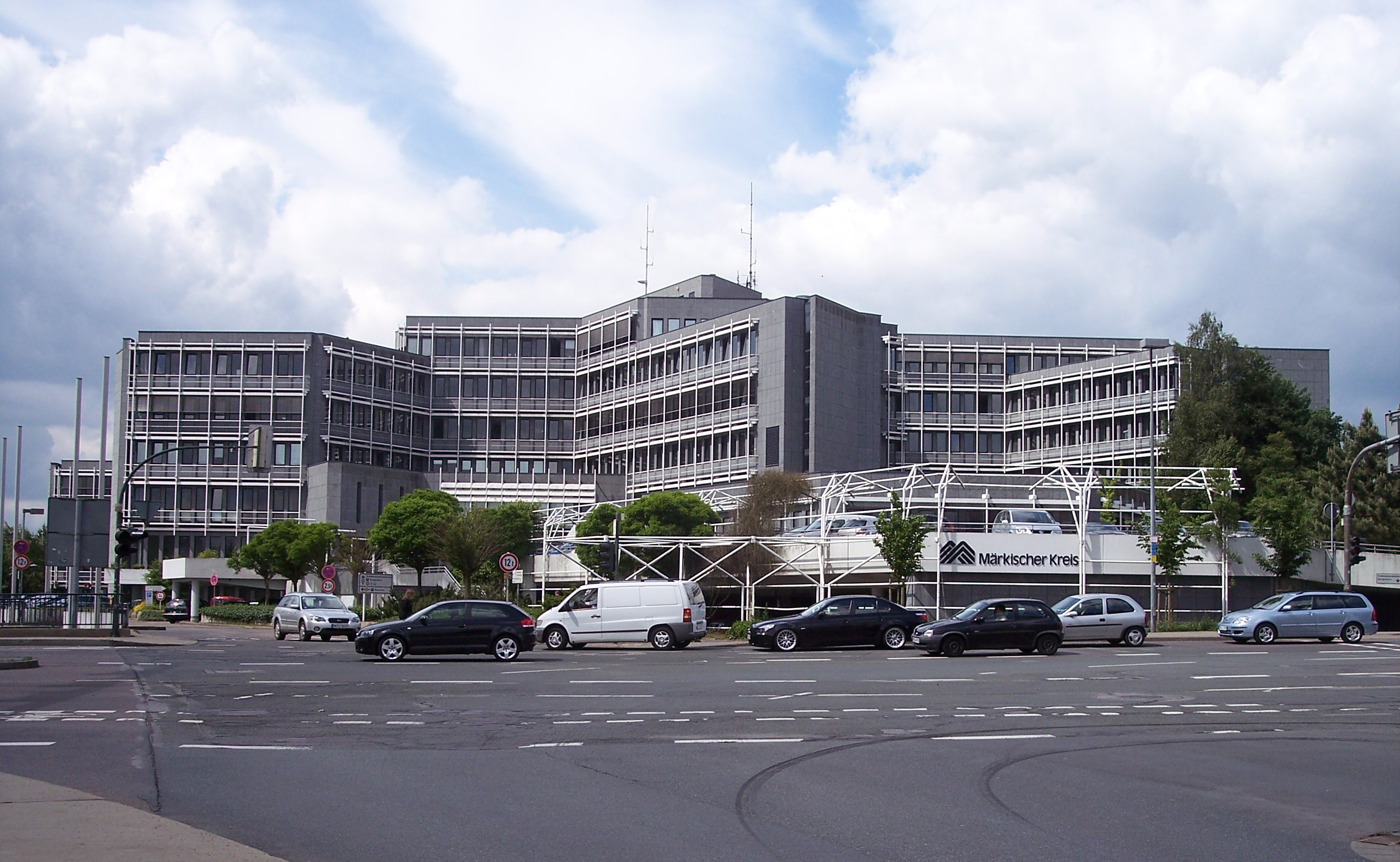
Kruishaus

Märkischer Kreis is een Kreis in de Duitse deelstaat Noordrijn-Westfalen. Kreisstadt is Lüdenscheid. De Kreis telt 408.662 inwoners (31 december 2020) op een oppervlakte van 1.061,08 km². Op 31 december 2020 had 14,49% van de inwoners een niet-Duits staatsburgerschap (59.195 niet-Duitsers) en hadden 375 inwoners het Nederlandse staatsburgerschap.

## Steden en gemeenten

Steden en gemeenten in Märkischer Kreis.

De volgende steden en gemeenten liggen in de Kreis:
| Steden | Gemeenten                                             |
| --- | ----------------------------------------------------- |
| 1. Altena 2. Balve 3. Halver 4. Hemer 5. Iserlohn 6. Kierspe 7. Lüdenscheid 8. Meinerzhagen 9. Menden 10. Neuenrade 11. Plettenberg 12. Werdohl | 1. Herscheid 2. Nachrodt-Wiblingwerde 3. Schalksmühle |

Zie ook: Lijst van Kreise en kreisfreie steden in Noordrijn-Westfalen
Altena · Balve · Halver · Hemer · Herscheid · Iserlohn · Kierspe · Lüdenscheid · Meinerzhagen · Menden · Nachrodt-Wiblingwerde · Neuenrade · Plettenberg · Schalksmühle · Werdohl